# Acidosasa chinensis
Acidosasa chinensis là một loài thực vật có hoa trong họ Hòa thảo. Loài này được C.D.Chu & C.S.Chao ex Keng f. mô tả khoa học đầu tiên năm 1981.